# Contea di Rongjiang
La contea di Rongjiang (榕江县S, Rongjiang XiànP) è una contea della Cina, situata nella provincia del Guizhou e amministrata dalla prefettura autonoma miao e dong di Qiandongnan.